# NGC 2458
NGC 2458 (również PGC 22220) – galaktyka eliptyczna (E-S0), znajdująca się w gwiazdozbiorze Rysia. Odkrył ją 20 lutego 1851 roku Bindon Stoney – asystent Williama Parsonsa.